# Offin
Offin là một xã trong tỉnh Pas-de-Calais, vùng Hauts-de-France, Pháp.

## Địa lý
Offin có cự ly khoảng 7 miles(11 km) về phía đông nam Montreuil-sur-Mer, trên đường D130, trong thung lũng sông Créquoise.

## Dân số
| 1962                                                              | 1968 | 1975 | 1982 | 1990 | 1999 | 2006 |
| ----------------------------------------------------------------- | ---- | ---- | ---- | ---- | ---- | ---- |
| 227                                                               | 229  | 180  | 191  | 187  | 187  | 189  |
| Số liệu điều tra dân số tính từ năm 1962, dân số chỉ tính một lần |      |      |      |      |      |      |